# Christopher Whitehead
Christopher John Whitehead (* 24. August 1969 in Gloucester) ist ein britischer römisch-katholischer Geistlicher und war ernannter Bischof von Plymouth.

## Leben
Christopher Whitehead studierte Philosophie und Katholische Theologie am Saint Mary’s College in Oscott. Er wurde am 30. November 1993 zum Diakon geweiht und empfing am 1. Juli 1994 in der Kirche St. Peter in Gloucester durch den Bischof von Clifton, Mervyn Alexander, das Sakrament der Priesterweihe für das Bistum Clifton.
Whitehead war nach der Priesterweihe zunächst als Pfarrvikar der Pfarrei St. Mary in Bath und als Kaplan des Clifton Catholic Fellowship (1994–1996) sowie als Pfarrvikar der Pfarrei St. Mary on the Quay in Bristol (1996–1998) und an der Kathedrale von Clifton (1998–2000) tätig. Anschließend wirkte er als Pfarrer der Pfarrei Saint George in Warminster, bevor er 2006 Pfarrer der Pfarrei St. Bernadette in Whitchurch wurde. Von 2015 bis 2018 leitete Whitehead das Diözesanbüro für die Erwachsenenbildung und die Evangelisierung. Nachdem er im Anschluss kurzzeitig als Pfarrer der Pfarrei Immaculate Conception in Stroud und als Dechant des gleichnamigen Dekanats fungiert hatte, wurde er 2019 Pfarrer der Pfarrei Saint John the Evangelist in Bath und Dechant des Dekanats Bath. Zudem war er Domherr an der Kathedrale von Clifton.
Am 15. Dezember 2023 ernannte ihn Papst Franziskus zum Bischof von Plymouth. Seine für 22. Februar 2024 geplante Bischofsweihe wurde aufgrund eines kirchenrechtlichen Verfahrens gegen Whitehead abgesagt. Bis zum Ende dieses Verfahrens wird er auch keine priesterlichen Funktionen ausüben, wie die englische Bischofskonferenz am 1. Februar mitteilte. Das Verfahren wurde eingestellt, ohne dass ein rechtlich relevantes Fehlverhalten festgestellt wurde. Whitehead trat das Bischofsamt dennoch nicht an, statt ihm wurde Philip Moger zum Bischof von Plymouth ernannt.